# Bahnpost (Schweiz)

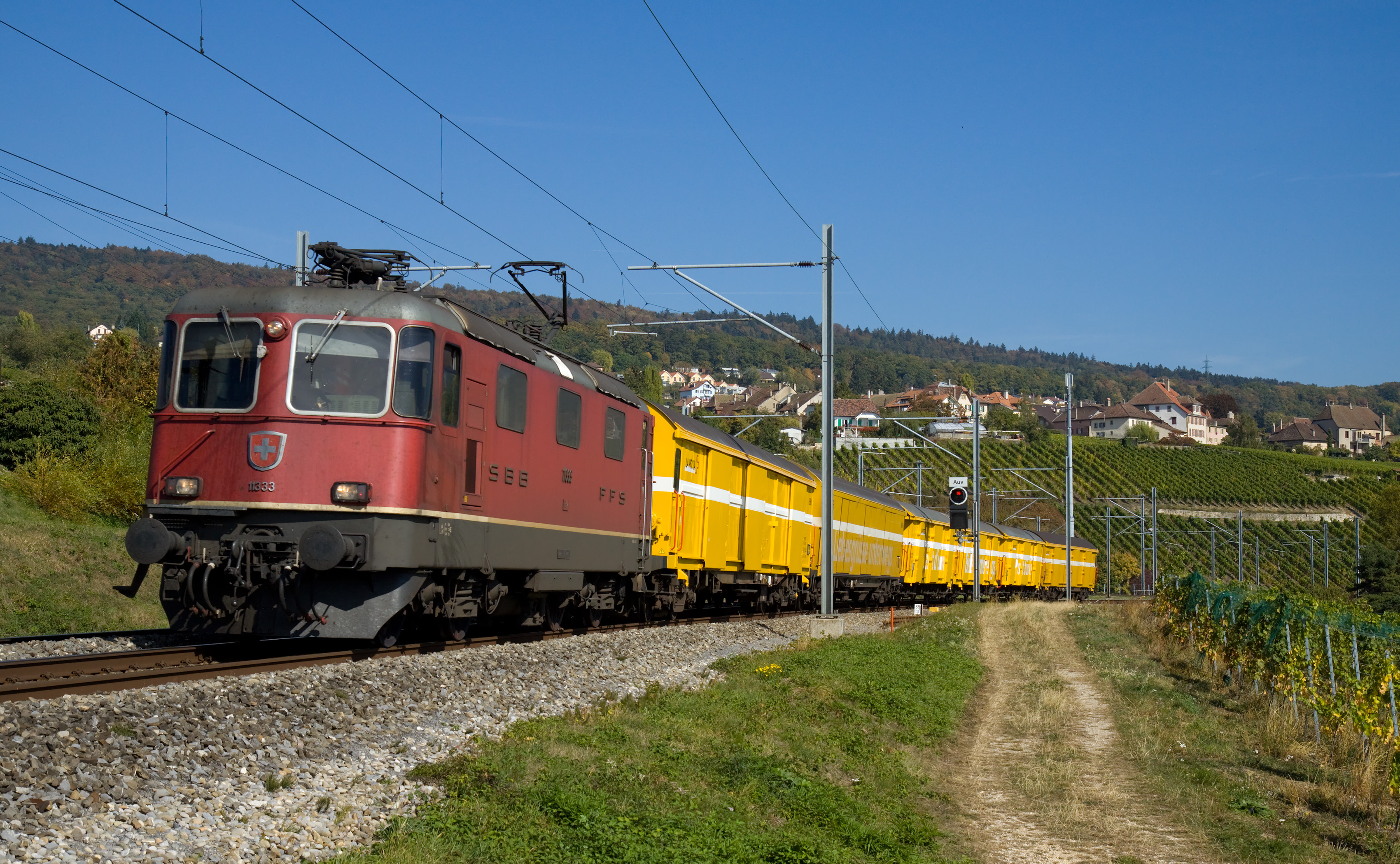
Re 4/4 ^{II} der SBB mit einem Postzug auf der Jurasüdfusslinie bei Auvernier (2009)

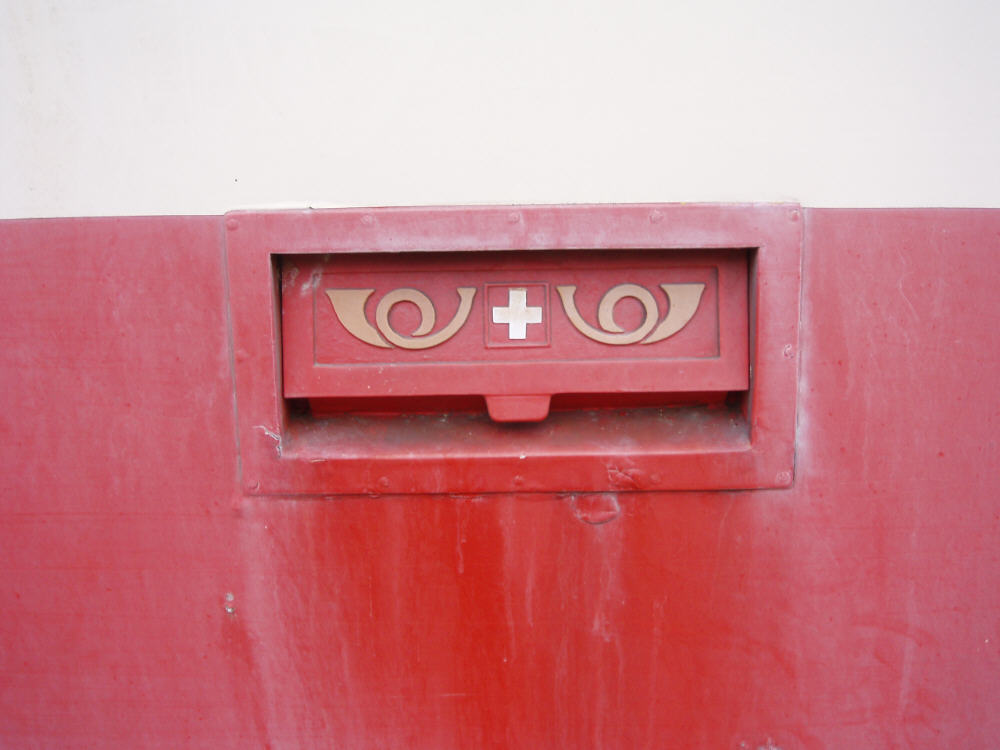
Rollender Briefkasten an einem alten Wagen der Waldenburgerbahn

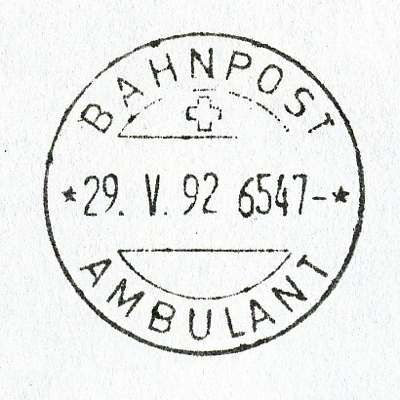
Bahnpoststempel (Ambulant) vom 29. Mai 1992 Kurs: 6547

Der Bahnpostbetrieb wurde in der Schweiz 1847 aufgenommen.

## Geschichte
Schon ab 1847 wurde Post durch die Spanisch-Brötli-Bahn auf der Strecke von Zürich nach Baden befördert und durch einen Condukteur im Gepäckwagen begleitet.
Bahnpostwagen wurden erstmals 1857 bei der Schweizerischen Nordostbahn auf der Strecke Zürich–Baden–Brugg eingesetzt. Die Einrichtung der Bahnpostwagen war äusserst karg. Die ersten Bahnpostwagen befanden sich im Eigentum der Bahngesellschaften, und die Schweizer PTT hatte die Verzinsung der Anschaffungskosten, die Abschreibungsbeträge sowie den Unterhalt zu übernehmen. 1866 kaufte die Post alle damals verkehrenden 24 Bahnpostwagen den Bahngesellschaften ab und gab den Bau von zehn neuen Wagen in Auftrag, welche einen Stückraum, ein Sackabteil, einen Büroraum und einen Kleiderraum mit Abort enthielten.
Ein Meilenstein in der Bahnpostgeschichte war die Eröffnung der Gotthardbahn 1882. Nun konnten erstmals Postsendungen fast witterungsunabhängig über den Alpenhauptkamm, nicht wie bisher über den Gotthardpass, transportiert werden. Die erste Post wurde bereits am 1. Januar 1882, fünf Monate vor der offiziellen Eröffnung, durch den Gotthardtunnel befördert.
Eine weitere Beschleunigung der Postbeförderung stellte die Einführung von Nachtbahnposten 1886 dar. Um die zunehmenden Aufgaben der Bahnpost zu bewältigen, wurden Bahnpostämter eingeführt; 1891 das erste in Basel, weitere folgten bis 1909 in Zürich, Bern, Lausanne, Luzern, St. Gallen, Chur und Genf.
Das Bahnpostnetz wurde danach weiter ausgebaut, so gab es 1893 273 Bahnpost-Kurse.
Die Bahnpostwagen entwickelten sich in dieser Zeit weiter. Waren es anfänglich leichte zweiachsige Wagen, folgte ihnen ab 1875 Galeriewagen mit offenem Seitengang und um die Jahrhundertwende dreiachsige Wagen mit Oberlicht. Bis 1891 wurde unter Kerzenlicht, Petroleum- und Gaslampen gearbeitet. Erst später wurde die elektrische Beleuchtung eingeführt.
Zur Schweizerischen Landesausstellung („Landi“) 1939 beschaffte die Postverwaltung den vierachsigen Bahnpostwagen Z4i 923, der als „Landiwagen“ bekannt wurde, eine Länge von 22,7 Metern aufwies und mit 34 Lampen und 20 gewölbten Fenstern im Dach ausgestattet war. Einen besonderen Komfort lieferte die Wascheinrichtung, die im Winter warmes Wasser bereitstellte. Dies war der erste wirklich zweckmässige Bahnpostwagen, der sich auch durch effiziente Raumnutzung auszeichnete. Danach folgten ab 1946 Leichtstahlwagen, die den aufkommenden Leichtschnellzügen beigestellt werden konnten.
Insbesondere vor der Einführung der Postleitzahlen waren für die Arbeit im Bahnpostwagen ausgezeichnete Kenntnisse der Geografie und des PTT-Transportsystems nötig. Vor der Zulassung zum Bahnpostdienst musste deshalb die Bahnpostprüfung bestanden werden. Aufgrund ihrer komplexen Abläufe und hohen Anforderungen galt die Bahnpost als wichtiger Schritt in einer PTT-Laufbahn. Die meisten Beamten in Kaderstellen waren zuvor ‚gefahren‘, wie es im Pöstlerjargon ausgedrückt wurde.
1990 verkehrten täglich 640 Bahnpost- und Postgüterwagen auf dem Netz der SBB und 51 bei den Privatbahnen. Die von den SBB geführten Bahnpostwagen legten pro Jahr rund 33 Millionen Kilometer zurück und 440 Mitarbeiter arbeiteten regelmässig im Fahrdienst. Die PTT war mit ihrer Brief- und Paketpost der grösste Kunde der Bahn.
Aufgrund Zentralisierung der Paketsortierung und später der Briefpost in einigen über das Land verteilten Paket- und Briefpostzentren entfielen immer mehr Bahnpostkurse und Anfang August 2004, mit Verlegung des Zeitungstransports von der Schiene auf die Strasse, war die Epoche der begleiteten Bahnpostwagen in der Schweiz zu Ende.
Zwar wird auch heute noch die Post zwischen den Sortierzentren per Bahn befördert, aber nicht mehr im Zug sortiert. Für die Briefpost werden grösstenteils noch die typischen Postwagen eingesetzt, welche mit speziellen Gitterrollpaletten beladen werden. Für die Paketpost kommen Containertragwagen zum Einsatz, die mit posteigenen Wechselbehältern fahren.
Auf der Trolleybus-Überlandlinie Thun–Beatenbucht betrieb die PTT von 1952 bis 1982 ferner einen eigenen Trolleybusanhänger zur Beförderung von Bahnpost. Zuvor kamen auf der Strassenbahn Steffisburg–Thun–Interlaken neben gewöhnlichen Postwagen auch zwei bereifte Postanhänger zum Einsatz.

## Museen
Viele Postwagen werden durch Eisenbahnvereine teilweise betriebsfähig museal erhalten.
- Der schweizerische Bahnpostwagen Z4i 923 (Landi-Wagen) ist als historisches Fahrzeug im Besitz der SBB Historic.
- Wagen Z 69 (1948) SWS, im Einsatz bei der Waldenburgerbahn bis 1992. Im Depot des Museums für Kommunikation.